# Kim ngân Trung Bộ
Kim ngân Trung Bộ (danh pháp hai phần: Lonicera annamensis Fukuoka) là loài thực vật thuộc chi Kim ngân.